# بونابيتاكولو
بونابيتاكولو هي بلدة ومدينة في مقاطعة ساليرنو في منطقة كامبانيا جنوب غرب إيطاليا.